# Norrköpings försvarsområde
Norrköpings försvarsområde (Fo 42) var ett försvarsområde inom svenska armén som verkade i olika former åren 1942–1953. Försvarsområdesstaben var förlagd i Norrköpings garnison i Norrköping.

## Historia
Norrköpings försvarsområde bildades den 1 oktober 1942 och var direkt underställd militärbefälhavaren för IV. militärområdet. Staben vid försvarsområdet var ursprungligen gemensam med staben för Linköpings försvarsområde (Fo 41). Dock så upplöstes Norrköpings försvarsområde som egen myndighet den 30 juni 1953. Från den 1 juli 1953 omfattade därmed Linköpings försvarsområde i stort sett Östergötlands län, som då övertog och integrerade Norrköpings försvarsområde i Linköpings försvarsområde.

## Förläggningar och övningsplatser
När försvarsområdet bildades förlades staben till Nya Rådstugugatan 3 i Norrköping, från den 1 juni 1945 kom även staben för Linköpings försvarsområde att samlokaliseras med staben för Norrköpings försvarsområde..

## Förbandschefer
Förbandschefen titulerades försvarsområdesbefälhavare var även försvarsområdesbefälhavare över Linköpings försvarsområde.

- 1942–1949: Överste Gustaf Martin Wadner
- 1949–1953: Överste Carl-Oscar Agell

## Namn, beteckning och förläggningsort
| Norrköpings försvarsområde | 1942-10-01 | – | 1953-06-30 |

| Fo 42 | 1942-10-01 | – | 1953-06-30 |

| Norrköpings garnison (F) | 1942-10-01 | – | 1953-06-30 |